# エウメネスの柱廊
エウメネスの柱廊（ギリシア語: Στοά του Ευμένους，英語: Stoa of Eumenes）はギリシャ アテネのアテナイのアクロポリスにかつて存在した長さ163mの2階建て列柱廊。
アクロポリスの南麓にありヘロディス・アッティコス音楽堂とディオニューソス劇場の間に、紀元前2世紀にアッタロス朝ペルガモンのエウメネス2世により造られた。同じ時期に造られたアッタロスの柱廊より46m長かったが、商業スペースとなる小部屋は二重列柱廊内には造られていなかった。この柱廊が商業目的ではなく、施設間をつなぐ通路として計画されたからだと考えられている。列柱の外側はドーリア式、1階の内側はイオニア式が配されており、ペルガモン式の柱頭が取り付けられていた。
3世紀にエウメネスの柱廊は破壊され、石材はアテナイの防衛壁を作るために流用された。

## 現地へのアクセス
- アテネ地下鉄2号線 アクロポリ駅 から西へ約550m